# نخستین مرگ
نخستین مرگ (انگلیسی: 1st to Die) نخستین رمان از سری کتاب‌های جنایی-مهیج باشگاه کشتار زنان نوشتهٔ جیمز پترسون است.